# Stylopage leiohypha
Stylopage leiohypha är en svampart som beskrevs av Drechsler 1936. Stylopage leiohypha ingår i släktet Stylopage och familjen Zoopagaceae.   Inga underarter finns listade i Catalogue of Life.